# 5632 Ingelehmann
5632 Ingelehmann este un asteroid din centura principală de asteroizi.

## Descriere
5632 Ingelehmann este un asteroid din centura principală de asteroizi. A fost descoperit pe 15 aprilie 1993 la Observatorul Palomar de Carolyn S. Shoemaker și Eugene M. Shoemaker. Asteroidul prezintă o orbită caracterizată de o semiaxă mare de 2,75 ua, o excentricitate de 0,08 și o înclinație de 18,2° în raport cu ecliptica.